# استفانو پتیناری
استفانو پتیناری (ایتالیایی: Stefano Pettinari؛ زادهٔ ۲۷ ژانویهٔ ۱۹۹۲) بازیکن فوتبال اهل ایتالیا است.
از باشگاه‌هایی که در آن بازی کرده‌است می‌توان به باشگاه فوتبال لاتینا، باشگاه فوتبال دلفینو پسکارا، باشگاه فوتبال روبور سیه‌نا، باشگاه فوتبال ویچنزا، باشگاه فوتبال کروتونه، باشگاه فوتبال کومو، باشگاه فوتبال لچه و باشگاه فوتبال آ.اس. رم اشاره کرد.
وی همچنین در تیم‌های ملی فوتبال زیر ۱۶ سال ایتالیا، زیر ۱۷ سال ایتالیا، زیر ۱۹ سال ایتالیا، زیر ۲۰ سال ایتالیا و زیر ۲۱ سال ایتالیا بازی کرده‌است.